# Azotat de beriliu
Azotatul de beriliu este o sare a beriliului cu acidul azotic, cu formula chimică Be(NO3)2. Este utilizat ca sursă de ioni de beriliu și ca reactiv de laborator.

## Hazard
Azotatul de beriliu este un compus toxic,  ca toate substanțele ce conțin beriliu în moleculă. Încălzit, acest azotat dă un fum care este toxic și iritant pentru căile respiratorii. În plus, când este expusă o mare cantitate pe termen scurt, poate apărea pneumopatia, deși primele simptome se manifestă abia peste trei zile.

## Preparare
Azotatul de beriliu poate fi preparat prin combinarea hidroxidului de beriliu cu acidul azotic.
{\displaystyle \mathrm {Be(OH)_{2}+2\ HNO_{3}\longrightarrow Be(NO_{3})_{2}+2\ H_{2}O} }
O altă metodă de preparare este prin reacția din clorură de beriliu și tetraoxid de azot într-o soluție de acetat de etil, după reacția:
{\displaystyle \mathrm {BeCl_{2}+4\ N_{2}O_{4}\longrightarrow Be(NO_{3})_{2}\cdot 2N_{2}O_{4}+2\ NOCl} }
{\displaystyle \mathrm {Be(NO_{3})_{2}\cdot 2N_{2}O_{4}\longrightarrow Be(NO_{3})_{2}+2\ N_{2}O_{4}} }
Există și alte procedee de obținere:
{\displaystyle \mathrm {BeO+2\ HNO_{3}\longrightarrow \ Be(NO_{3})_{2}+H_{2}O} }
{\displaystyle \mathrm {Be(OH)_{2}+2\ HNO_{3}\longrightarrow \ Be(NO_{3})_{2}+2H_{2}O} }
{\displaystyle \mathrm {BeSO_{4}+Ba(NO_{3})_{2}\longrightarrow \ Be(NO_{3})_{2}+BaSO_{4}} }

## Proprietăți chimice
În general, azotatul de beriliu împarte aceeași proprietăți chimice cu azotații. În reacție cu carbonații și cu sulfurile metalelor alcaline se formează hidroxidul de beriliu:
{\displaystyle \mathrm {Be(NO_{3})_{2}+Na_{2}S+2\ H_{2}O\longrightarrow \ Be(OH)_{2}+H_{2}S+2\ NaNO_{3}} }
{\displaystyle \mathrm {Be(NO_{3})_{2}+Na_{2}CO_{3}+H_{2}O\longrightarrow \ Be(OH)_{2}+CO_{2}+2\ NaNO_{3}} }
În soluții apoase, este parțial hidrolizat:
{\displaystyle \mathrm {Be(NO_{3})_{2}+H_{2}O\longleftrightarrow \ Be(OH)NO_{3}+HNO_{3}} }
Descompunerea termică a azotatului de beriliu are loc la aproximativ 1000 °C, în urma reacției de descompunere formându-se oxid de beriliu, dioxid de azot și oxigen:
{\displaystyle \mathrm {Be(NO_{3})_{2}\longrightarrow \ BeO+2\ NO_{2}+O_{2}} }